# 19. konjeniški polk (Italija)
19. konjeniški polk Cavalleggeri Guide (izvirno italijansko 19º Reggimento di Cavalleria di linea) je konjeniški polk (Kraljeve italijanske kopenske vojske) in Italijanske kopenske vojske.